# Badriella
Badriella es un género de foraminífero planctónico de la subfamilia Abathomphalinae, de la familia Globotruncanidae, de la superfamilia Globotruncanoidea, del suborden Globigerinina y del orden Globigerinida. Su especie tipo es Badriella mouradi. Su rango cronoestratigráfico abarca desde el Cenomaniense superior hasta el Coniaciense (Cretácico superior).

## Descripción
Badriella incluía especies con conchas trocoespiraladas, de forma globular discoidal; sus cámaras tenían forma ovalada comprimida; sus suturas intercamerales eran rectas o ligeramente curvas, y ligeramente incididas; su contorno era subpoligonal y lobulado; su periferia era redondeada a subaguda, con banda imperforada periférica; su ombligo era pequeño; su abertura principal era umbilical-extraumbilical, con labio estrecho o pequeño pórtico; presentaban pared calcítica hialina, finamente perforada, con una superficie pustulada o rugosa.

## Discusión
El género Badriella no ha tenido mucha difusión entre los especialistas. La mayor parte de sus especies son incluidas en el género Praeglobotruncana, del que se diferencia fundamentalmente por la ausencia de carena y su superficie rugosa. Recuerda morfológicamente a Rugoglobigerina, del que se diferencia por sus características aperturales (pequeño pórtico en vez de tegilla) y por sus cámaras más comprimidas. Clasificaciones posteriores incluirían Badriella en la superfamilia Globigerinoidea. Algunas clasificaciones lo incluirían en la subfamilia Ananiinae.

## Paleoecología
Badriella, como Rugoglobigerina o Praeglobotruncana, incluía especies con un modo de vida planctónico, probablemente de distribución latitudinal cosmopolita (Atlántico), y habitantes pelágicos de aguas intermedias (medio mesopelágico superior).

## Clasificación
Badriella incluye a la siguiente especie:
- Badriella mouradi †